# Köhn (Schleswig-Holstein)
Pour les articles homonymes, voir Köhn.
Köhn est une commune allemande du Schleswig-Holstein, située dans l'arrondissement de Plön, à huit kilomètres au sud-est de Schönberg (Holstein), près de la mer Baltique. Köhn fait partie de l'Amt Probstei qui regroupe 20 communes situées dans la région du même nom.